# Масапа-де-Мадеро (муниципалитет)
Масапа-де-Мадеро (исп. Mazapa de Madero) — муниципалитет в Мексике, штат Чьяпас, с административным центром в одноимённом посёлке. Численность населения, по данным переписи 2020 года, составила 7901 человек.

## Общие сведения
Название муниципалитета составное: Mazapa с языка науатль можно перевести как оленья река, а Madero дано в честь президента Мексики — Франсиско Мадеро.
Площадь муниципалитета равна 110,3 км², что составляет 0,2 % от площади штата, а наиболее высоко расположенное поселение Лас-Флорес, находится на высоте 2707 метров.
Он граничит с другими муниципалитетами Чьяпаса: на севере с Бехукаль-де-Окампо и Аматенанго-де-ла-Фронтерой, на юго-западе с Мотосинтлой, на западе с Эль-Порвениром, а на востоке проходит государственная граница с республикой Гватемала.

## Учреждение и состав
Муниципалитет был образован в 1920 году, по данным 2020 года в его состав входит 52 населённых пункта, самые крупные из которых:
| Код INEGI                  | Населённый пункт                                                                                  | Численность населения (2005 год) | Численность населения (2010 год) | Численность населения (2020 год) |
| -------------------------- | ------------------------------------------------------------------------------------------------- | -------------------------------- | -------------------------------- | -------------------------------- |
| 053                        | Всего                                                                                             | 6845                             | 7793                             | 7901                             |
| 0001                       | Масапа-де-Мадеро (исп. Mazapa de Madero) 15°23′17″ с. ш. 92°11′16″ з. д. (административный центр) | 1521                             | 1580                             | 1631                             |
| 0007                       | Гранадос-Тальканаке (исп. Granados Talcanaque) 15°16′50″ с. ш. 92°12′40″ з. д.                    | 633                              | 681                              | 590                              |
| 0030                       | Валье-Обрегон (исп. Valle Obregón) 15°24′55″ с. ш. 92°09′36″ з. д.                                | 326                              | 362                              | 393                              |
| 0026                       | Вилья-Идальго (исп. Villa Hidalgo) 15°24′50″ с. ш. 92°09′08″ з. д.                                | 290                              | 356                              | 367                              |
| 0012                       | Либертад-Фронтера (исп. Libertad Frontera) 15°20′36″ с. ш. 92°10′18″ з. д.                        | 481                              | 413                              | 308                              |
| 0031                       | Вердад-эль-Триунфо (исп. Verdad el Triunfo) 15°21′03″ с. ш. 92°12′38″ з. д.                       | 222                              | 279                              | 290                              |
| 0008                       | Идальго-Токанаке (исп. Hidalgo Tocanaque) 15°26′02″ с. ш. 92°10′33″ з. д.                         | 213                              | 289                              | 251                              |
| —                          | Прочие                                                                                            | 3159                             | 3833                             | 4071                             |
| Названия на карте Генштаба |                                                                                                   |                                  |                                  |                                  |

## Экономическая деятельность
По статистическим данным 2000 года, работоспособное население занято по секторам экономики в следующих пропорциях:
- сельское хозяйство и животноводство — 75,9 %;
- промышленность и строительство — 5,1 %;
- торговля, сферы услуг и туризма — 16,1 %;
- безработные — 2,9 %.

### Сельское хозяйство
Основные выращиваемые культуры: кукуруза, бобы, сахарный тростник и различные фрукты.

### Животноводство
В муниципалитете разводится крупный рогатый скот, лошади и свиньи.

### Пчеловодство
В течение года заготавливается около 12 тонн мёда.

### Услуги
Предоставляются услуги гостиницы, ресторанов и различных мастерских.

## Инфраструктура
По статистическим данным 2020 года, инфраструктура развита следующим образом:
- электрификация: 98,9 %;
- водоснабжение: 53,2 %;
- водоотведение: 90 %.

## Туризм
Основными достопримечательностями являются: католическая церковь, построенная в 1921 году, а также водопад Таканаке.